# Асанбаев, Нажиб
Нажи́б Асанба́ев (баш. Нәжиб Асанбаев, тат. Нәҗип Асанбаев; настоящее имя Николай Васильевич Асанбаев; 7 ноября 1921, Ахманово, Уфимская губерния — 28 марта 2013, Уфа) — башкирский прозаик, поэт и драматург. Заслуженный работник культуры РСФСР (1980). Народный писатель Республики Башкортостан (2006).

## Биография
Родился 7 ноября 1921 года в деревне Ахманово Белебеевского уезда Уфимской губернии (ныне — Бакалинского района Башкортостана). По национальности — татарин.
Сам себя относил к кряшенам.
В 1939 году после окончания Уфимского финансового техникума поступил в Башкирский государственный педагогический институт.
Работал учителем в Ермекеевской средней школе.
С 1940 года служил в рядах Красной Армии. После окончания Рязанского артиллерийского училища — на фронтах Великой Отечественной войны, командует артиллерийской батареей.
В 1949—1959 годах являлся сотрудником газеты «Кызыл тан».
В 1961—1963 годах был слушателем Высших литературных курсов в Москве.
В 1963—1965 годах работал директором Башкирского академического театра драмы.
Умер 28 марта 2013 года. Похоронен на Южном кладбище города Уфы около жены.

## Семья
Отец гитариста Рустема Асанбаева.

## Творчество
- Карим. (баш. Кәрим) Сборник рассказов. Уфа, 1947
- Валима. (баш. Вәлимә) Сборник рассказов. Уфа,1953
- К нам приехали парни" (баш. Беҙгә егеттәр килде). Комедия. Уфа 1955
- Райса. (баш. Рәйсә). Пьесы. Уфа, 1959
- Файзи. (баш. Фәйзи). Пьесы. Уфа, 1964
- Помолвка (баш. Кәләш әйттергәндә) Комедия. Уфа 1964
- Когда расправлялись крылья" (баш.  Ҡанат йәйгәндә). Драма, Уфа, 1969
- Счастье с неба (баш. Куктән төшкән бәхет). Комедия, Уфа 1969
- Золотая колыбель. (баш. Алтын бишек) Пьесы. Уфа, 1971
- «Родник» (баш. Һыу юлы). Комедия, Уфа 1972
- Утренняя звезда.  Пьесы. Уфа, 1976
- Широкие улицы были узкими  (совместно с Ф. Асяновым). Комедия
- Зайтунгуль. (баш. Зәйтүнгөл) Пьесы. Уфа, 1975
- Красный паша.(баш. Ҡыҙыл паша) Пьеса Уфа, 1982, о советском дипломате Кариме Хакимове
- Башкир из Кузяна. (баш. Көҙән башҡорто) Пьеса Уфа, 2004, о Заки Валиди

## Награды
- Орден Дружбы (29 июля 1997 года) — за заслуги перед государством, большой вклад в укрепление дружбы и сотрудничества между народами, многолетнюю плодотворную деятельность в области культуры и искусства[7].
- Орден Красной Звезды (7 февраля 1945 года)[2].
- Орден Отечественной войны I степени (15 апреля 1945 года)[3].
- Орден Отечественной войны II степени (6 апреля 1985 года)[4].
- Орден Дружбы народов.
- Орден Салавата Юлаева (2005, Башкортостан).
- Медаль «За отвагу» (18 ноября 1943 года)[5].
- Боевые медали
- Заслуженный работник культуры РСФСР (1980).
- Народный писатель Республики Башкортостан (2006).
- Заслуженный работник культуры Башкирской АССР (1976).
- Лауреат Республиканской премии им. Салавата Юлаева (1983).